# Hans Ueberschaar
Johannes „Hans“ Ueberschaar (* 4. März 1885 in Meißen; † 21. Januar 1965 in Kōbe) war ein deutscher Japanologe und der erste deutsche Professor für Japanologie an der Universität Leipzig.

## Leben
Otto Georg Johannes Ueberschaar wuchs in einer evangelisch-lutherisch orientierten Familie in Meißen auf. Nach dem Besuch der Volksschule und des Gymnasiums nahm er an der Universität Leipzig ein Studium der Geschichte (bei Karl Lamprecht) und der ostasiatischen Sprachen auf. Nach Abschluss des Studiums reiste er nach Japan und arbeitete von 1911 bis 1914 als deutscher Lektor an der Universität Osaka. In dieser Zeit veröffentlichte er in der Zeitschrift der Deutschen Gesellschaft für Natur- und Völkerkunden Ostasiens (OAG) einen Artikel zum preußischen und japanischen Verfassungsrecht. Sein Studium beendete Ueberschaar 1913 mit einer Dissertation über die Die staatsrechtliche Stellung des Kaisers in Japan. Bereits in dieser Zeit setzte er sich intensiv mit deutschen Publikationen über Japan auseinander und schrieb 1913 eine positive Rezension auf das Buch von Karl Haushofer „Dai Nihon“. Er bewertete jedoch den Inhalt der Publikation als tendenziös und schrieb, dass Karl Haushofer sich damit selbst aus der wissenschaftlichen Japanologie ausschließe.
Mit Ausbruch des Ersten Weltkrieges meldete sich Hans Ueberschaar als Freiwilliger in Tsingtau. Hier wurde er im August 1914 als Oberleutnant der Reserve in der Nachrichtenabteilung beim Stab des Gouverneurs von Kiautschou als Dolmetscher eingesetzt. In dieser Abteilung lernte er den von der Südmandschurischen Eisenbahn kommenden Friedrich Hack kennen, der als Dolmetscher des Chefs des Stabes, Kapitän zur See Waldemar Vollerthun, tätig war. Beide gerieten nach der Belagerung von Tsingtau im November 1914 in japanische Kriegsgefangenschaft, Ueberschaar wurde im Gefangenenlager Tokyo-Asakusen mit der Häftlingsnummer 276 interniert. Im Jahre 1915 wurde er in das Gefangenenlager Narashino verlegt, wo er wieder mit Friedrich Hack zusammentraf. In den letzten Monaten des Lageraufenthaltes waren beide bereits zeitweilig als Dozenten an der Hochschule Navashino eingesetzt. Seine Entlassung erfolgte im Dezember 1919 mit der Option, an der Medizinischen Akademie in Osaka tätig zu werden.
Der Ruf für Hans Ueberschaar nach Osaka ging vom dortigen Rektor der Medizinischen Hochschule Aihiko Sata aus. Sata hatte um die Jahrhundertwende an den Universitäten Berlin und Freiburg studiert und war ein Verehrer Karl Lambrechts. Unmittelbar nach dem Krieg galt sein Bemühen dem Ziel, die wissenschaftlichen und kulturellen Beziehungen zwischen Japan und Deutschland wieder aufleben zu lassen. So hatte er im Dezember 1921 einen deutsch-japanischen Verein gegründet, dessen hauptsächliche Organisationsarbeit in den Händen von Hans Ueberschaar lag. Der nächste Schritt war die Herausgabe einer wissenschaftlichen Zeitschrift, die 1923 unter dem Titel „Japanisch-deutsche Zeitschrift für Wissenschaft und Technik“ erschien. Der Verlag war G.C. Hirschfeld in Kōbe und ihr Herausgeber war Aihiko Sata. Die Redaktion der Zeitschrift lag in den Händen von Hans Ueberschaar und dem Mediziner Fritz Härtel. Für die deutsche Seite war André Wedemeyer, Assistent an der Universität in Leipzig, verantwortlich. Ueberschaar reiste mehrfach nach Deutschland, um gute Autoren für die Zeitschrift zu gewinnen und auch in Deutschland ein geeignetes wissenschaftliches Netzwerk aufzubauen. So hielt er sich 1923 in München auf und bemühte sich dort, den persönlichen Kontakt zu Karl Haushofer herzustellen, der ab 1924 in Deutschland die „Zeitschrift für Geopolitik“ mit herausgab. Die ersten Ausgaben der „Geopolitik“ hatte Ueberschaar aufmerksam gelesen und dazu in einem Brief an Haushofer seine Erfolgswünsche zum Ausdruck gebracht. Zu seinen Gesprächspartnern als zukünftige Autoren gehörte ebenfalls der Mediziner Leopold Langstein.
Von 1925 bis 1932 lehrte Hans Ueberschaar dann als Dozent an der Kaiserlichen Universität Kyōto. Ab Oktober 1928 wurde die „Japanisch-deutsche Zeitschrift für Wissenschaft und Technik“ nunmehr durch den Verlag de Gruyter in Osaka, mit verändertem Layout und unter dem Titel „Japanisch-Deutsche Zeitschrift“ zur Förderung der wissenschaftlich-technischen, politisch-wissenschaftlichen und kulturellen Beziehungen bis Juni 1930 herausgegeben. In der ersten Ausgabe der Zeitschrift veröffentlichte Hans Ueberschaar einen Artikel über die „Bongali“. Ab 1930 unterhielt er Arbeitsbeziehungen zu dem deutschen Japanforscher Friedrich Max Trautz, der sich in dieser Zeit zu Studienzwecken in Kyoto aufhielt. Er verfolgte das Ziel, seine Forschungen über den japanischen Poeten Matsuo Basho vor Ort weiter zu vertiefen.
Am 1. April 1932 erhielt Hans Ueberschar einen Ruf nach Leipzig. Hier wurde er zum Extraordinarius für „Sprache und Kultur des modernen Japans“ berufen und leitete das am 25. Februar 1933 eröffnete Japan-Institut der Leipziger Universität. Die Gründung des Instituts erfolgte mit Hilfe einer Stiftung des Herausgebers mehrerer großer japanischer Tageszeitungen, Motoyama Hikoichi (1853–1932). Die Wahl des Standortes Leipzig stand im Zusammenhang mit Ueberschaars langjähriger Vermittlungstätigkeit zwischen Japan nach Deutschland. Im Oktober 1932 trat Ueberschaar in die NSDAP ein. Er gehörte damit zu den wenigen deutschen Professoren, die sich dem Nationalsozialismus schon vor der Machtergreifung angeschlossen hatten. Ein Jahr darauf, im November 1933 unterzeichnete er das Bekenntnis der deutschen Professoren zu Adolf Hitler. Auch zeigte er in mehreren Veranstaltungen, die der „Vorbereitung des deutschen Volkes auf die XII. Olympischen Spiele 1940“ in Tokio dienten, eine systemloyale Haltung. An seine, noch aus der Zeit in Japan herrührenden Kontakte und wissenschaftlichen Orientierungen knüpfte er 1935 wieder an. So erschien im OAG-Verlag seine Publikation Basho (1644–1694) und sein Tagebuch ‘Oku no hosomi’. 
Bereits im folgenden Jahr holte Hans Ueberschaar die Realität des Alltages unter dem NS-Regime in Deutschland mit voller Härte ein. In der Öffentlichkeit wurden gegen ihn Anschuldigungen und Schmähungen wegen einer angeblich homosexuellen Veranlagung laut. Im April 1937 wurde er wegen des Vorwurfs "homosexueller Handlungen" (§ 175 Strafgesetzbuch) seines Amtes enthoben und aus der NSDAP ausgeschlossen. Er ging daraufhin erneut nach Japan und kehrte trotz seiner späteren Rehabilitation nicht mehr nach Deutschland zurück. Sein Leipziger Lehrstuhl für „Sprachen und Kultur des modernen Japans“ blieb zunächst unbesetzt.
Nach der Rückkehr nach Japan arbeitete er zunächst an der Tenri-Fremdsprachenschule, danach an der Kōnan Oberschule. Später lehrte er als Professor für Deutsch an der Universität Osaka und an der privaten Kōnan-Universität in Kōbe, wo er 1965 kurz vor seinem 80. Geburtstag verstarb.

## Publikationen
- Preußisches und japanisches Verfassungsrecht. MOAG Band XIV (1911–1913) Teil 2, S. 171–195.
- Haushofer, Karl / Ueberschaar, Johannes: Dai Nihon, Betrachtungen über Gross-Japans Wehrkraft, Weltstellung und Zukunft.  MOAG Band XIV (1911–1913) Teil 3, S. 285–298
- Die staatsrechtliche Stellung des Kaisers in Japan – staatsrechtlich-historische Skizze. Universität Leipzig, 1913.
- Eigenart der Völker. Grundsätze, Leipzig 1923.
- Die Eigenart der japanischen Staatskultur. Eine Einführung in das Denken der Japaner. Leipzig Verlag Theodor Weicher, 1925.
- Bongali. Bei den Malaien in den Bergen der südlichen Formosa. Japanisch-deutsche Zeitschrift, der Gruyer Verlag, 1928/1929.
- Basho (1644–1694) und sein Tagebuch „Oku no hosomichi“. MOAG Band XXIX, Teil A Tokyo, 1935.
- Die deutsch-japanischen Kulturbeziehungen der jüngsten Vergangenheit und Gegenwart, Deutsche Akademie München 1937.